# Политехническое общество
Политехническое общество (также Московское Политехническое общество) — учреждённое в 1877 году общество, объединявшее выпускников Императорского Московского технического училища (тогда ИМТУ, позже МВТУ, ныне МГТУ им. Н. Э. Баумана).

## История
Организация собственного общества с целью сохранения связи со школой и взаимопомощи обсуждалась выпускниками ИМТУ в начале 1870-х годов при директоре В. К. Делла-Восе. Ходатайство об учреждении «Общества Учёных Техников» было подано 13 ноября 1874 года.
В связи с большими изменениями, внесёнными в проект устава из-за противодействия вышестоящих инстанций, устав был утверждён лишь 14 мая 1877 года.
Согласно уставу, общество должно было:

- связать последовательные выпуски воспитанников Императорского Технического Училища общим, основанным на вере и нравственности, трудом на поприще научной и практической деятельности, дать им возможность обмениваться приобретенными сведениями, следить за успехами наук и промышленности и содействовать своими трудами развитию их в России;
- поддерживать живую связь бывших воспитанников с Техническим Училищем и способствовать успехам технического образования;
- по мере возможности доставлять кончившим курс в Императорском Техническом Училище места и занятия, помогать денежными средствами нуждающимся из них и их семействам, а равно учреждать стипендии для учащихся.

По уставу, собрания Общества проводились в стенах ИМТУ, а председателем (до изменений устава в 1910 году) являлся директор училища. Для удобства, с 1886 года заседания были перенесены в Политехнический музей.

## Председатели
Практической деятельностью общества вначале руководили вице-председатели, избиравшиеся из профессоров училища.
В 1892 году вице-председателем Общества был избран Пётр Кондратьевич Худяков, ставший председателем в 1898 году после того, как новый директор отказался от поста председателя общества.

## Дом Политехнического общества

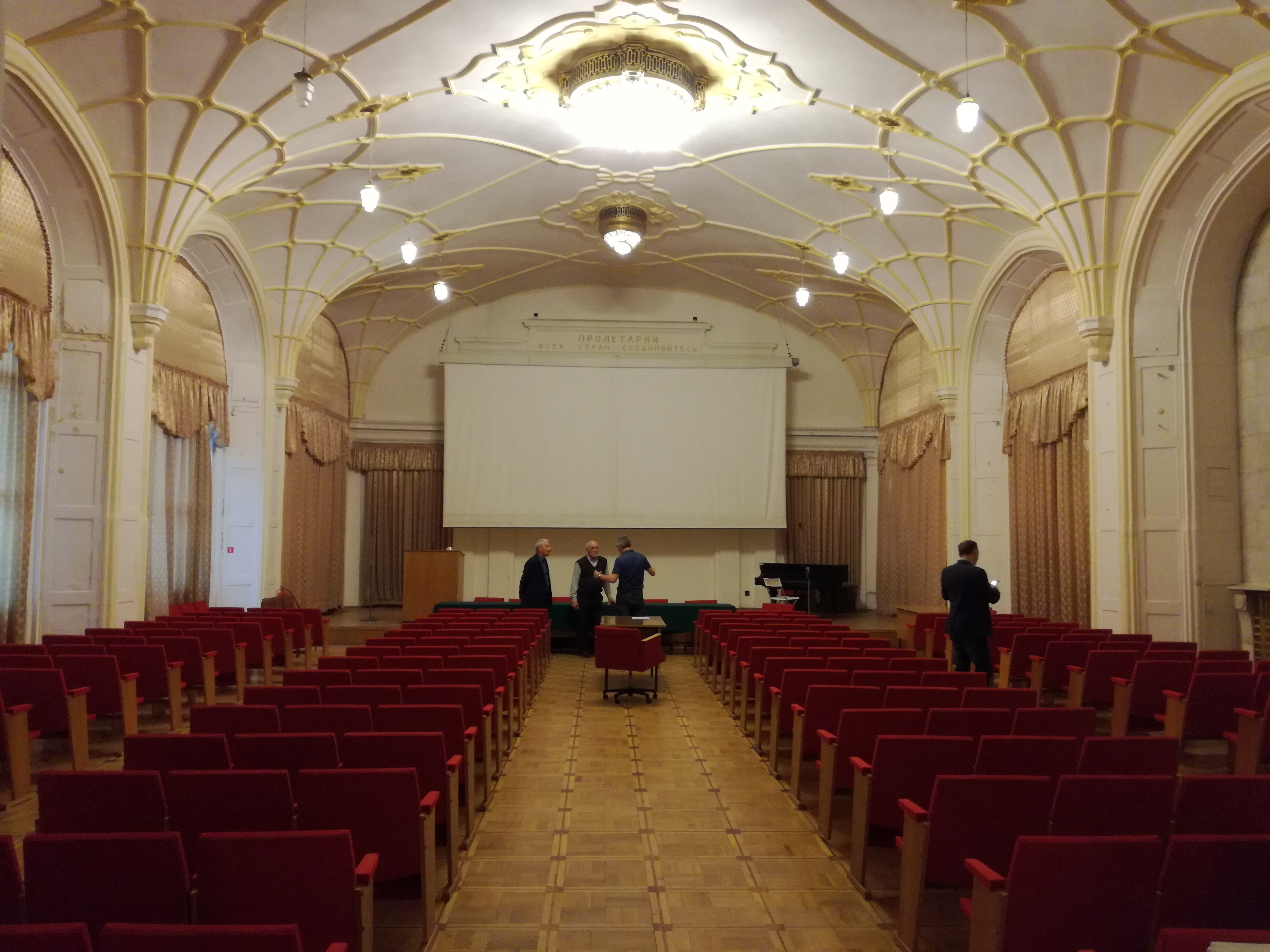
Зал заседаний

В апреле 1902 года по предложению К. В. Абакумова общество рассматривает возможность постройки собственного дома по подписке среди его членов.
Сам К. В. Абакумов вносит девять рублей пятьдесят копеек. Вначале члены общества отнеслись к идее с юмором, но конкурс на проект дома общества был объявлен в 1904 году (первую премию получил А. Б. Минкус, а вторую Вильям Валькот). Окончательный проект был составлен А. В. Кузнецовым с использованием идей Валькота.

В. И. Ленин. Мемориальная доска в Имаш

По замечанию А. В. Кузнецова, «При проектировании фасада приняты в руководство архитектурные мотивы Англии — страны, давшей нам первую паровую машину, паровоз, пароход и ткацкий станок».
Строительство дома в конце концов началось перед ежегодным собранием 1905 года; дом открылся в 1906 году после общих затрат всего в 450 000 рублей. Первое собрание Политехнического общества в новом доме состоялось 21 января 1907 года. Здание в Малом Харитоньевском переулке (№ 4, архитектор А. В. Кузнецов) на то время имело один из лучших в Москве залов заседаний.
Первый этаж был отведён для контор, на втором расположились залы для совета и собраний общества, столовая, библиотека, а квартиры в верхних этажах сдавались внаём. Принадлежность здания инженерам была отражена в гранитных инициалах «П» и «О» над входом, датах на здании: «1878» (год основания общества) и «1905» (год закладки дома), а также — между вторым и третьим этажами — изображениями реторты, станка, электромотора и паровоза.

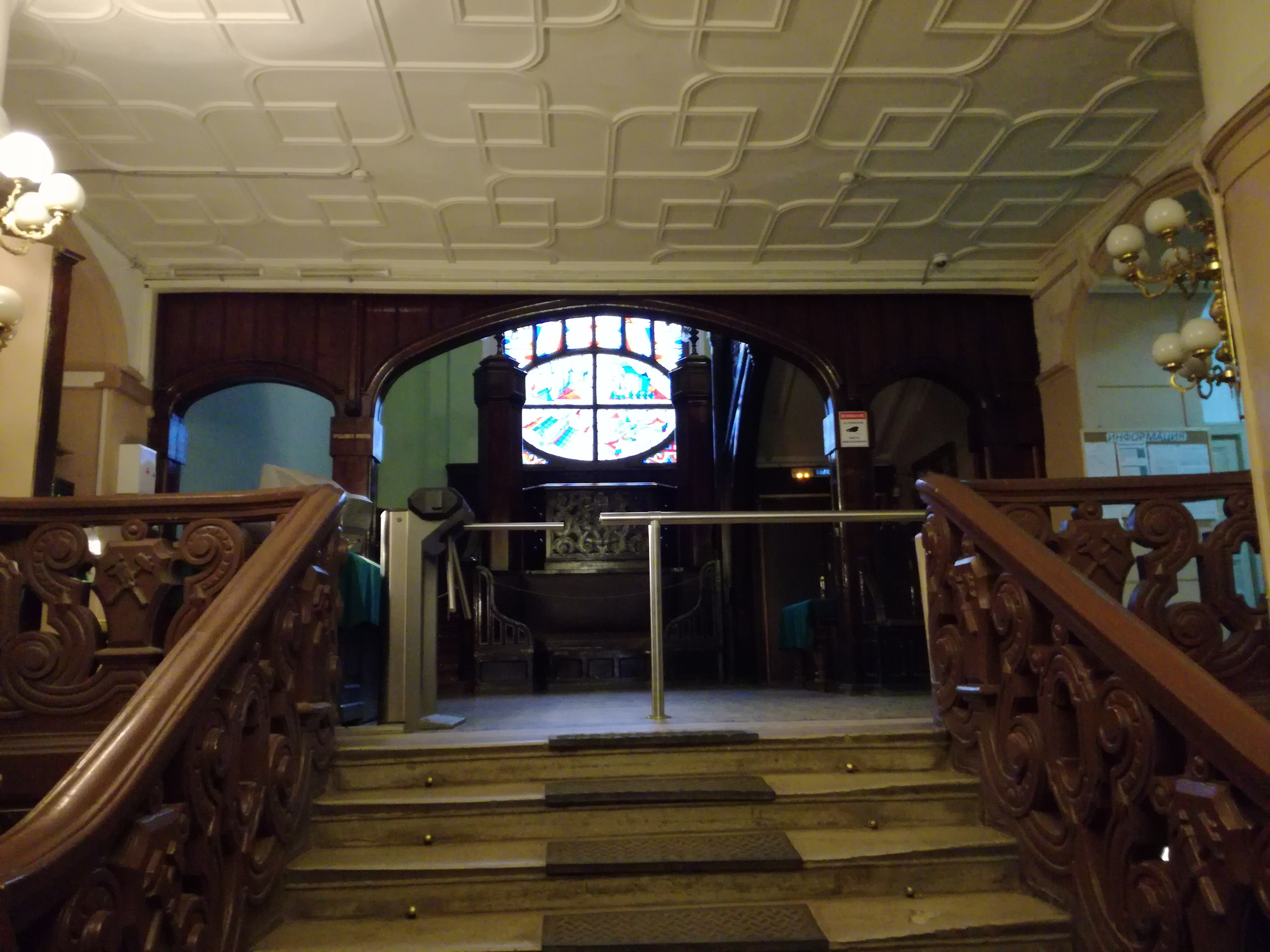
Главная лестница

После революции в здание вначале переселяются почти все инженерные организации России, потом новая власть постепенно забирает здание. В 1918 году в здание въезжает Российский Коммунистический Союз Молодёжи и проводит здесь свой первый съезд. В актовом зале неоднократно выступал В. И. Ленин.
Ныне в этом здании располагается Институт машиноведения имени А. А. Благонравова РАН, приспособивший помещения для своих нужд. В кабинете, где работал выдающийся учёный-механик академик АН СССР И. И. Артоболевский, организован музей.

## Издания
За время существования общества вышло много периодических изданий, в том числе научно-технические, производственные и информационные журналы, списки выпускников и мемориальные издания. Наиболее известными были:
- «Бюллетени Политехнического общества» (выходили с 1888—1889 годов)
- «Вестник инженеров» (с 1915 года).

«Бюллетени» не придерживались стандартов научной публикации, а содержали технические заметки: описания производств и машин, отчёты о заграничных командировках.
После революции катастрофа финансовой системы делает работу общества по поддержке его членов невозможной и общество концентрируется на описании происходящего в своих изданиях, используя всё уменьшающиеся ресурсы. Начиная с № 17-18 за 1917 год «Вестник инженеров» начал выдавать сдвоенные номера; в конце 1919 года выходит последний «Вестник», уже машинописный.
Преемником этих изданий считается «Вестник МГТУ им. Н. Э. Баумана».

## Знаменитые члены
- Иван Павлович Архипов
- Александр Иванович Астров
- Александр Павлович Гавриленко
- Фёдор Михайлович Дмитриев
- Николай Павлович Ильин
- Николай Егорович Жуковский (с 1877)
- Сергей Петрович Ланговой
- Фёдор Евплович Орлов
- Николай Павлович Петров
- Михаил Павлович Прокунин
- Димитрий Павлович Рузский
- Анатолий Иванович Сидоров (с 1892)
- Пётр Кондратьевич Худяков